# توت‌خوار رگه‌دار
توت‌خوار رگه‌دار (نام علمی: Xenodacnis petersi) یک پرنده گنجشک‌سان نوگرمسیری کوچک است که در پرو یافت می‌شود. از ارتفاع ۳۰۰۰ متر تا ۴۶۰۰ متر در جنگل‌های صخره‌ای کوهستانی آند یافت می‌شود.
دو زیرگونه آن شناخته شده است.